# Paul Tisdale
Paul Robert Tisdale (Valletta, 14 januari 1973) is een Engels voormalig profvoetballer en huidig voetbaltrainer.

## Spelerscarrière
Tisdale kwam uit de jeugdopleiding van Southampton FC, waar hij uiteindelijk ook het eerste elftal haalde. Verder speelde hij ook voor Northampton Town FC, Huddersfield Town FC, Bristol City FC en Exeter City FC. Daarna speelde hij in het buitenland voor Dundee United FC, FinnPa Helsinki en Panionios. Hij sloot zijn actieve carrière af bij Yeovil Town FC. Hij zette zichzelf later echter als manager van Exeter City op de bank als wisselspeler en hij speelde uiteindelijk zelfs nog 1 wedstrijd.
Tisdale kwam in zijn jeugd ook uit voor meerdere Engelse jeugdelftallen.
Door blessureleed moest Tisdale in 2000 zijn actieve carrière als speler beëindigen.

## Trainerscarrière
Tisdale startte zijn carrière als voetbaltrainer bij het universiteitsteam van Bath. In het seizoen 2002/03 werden ze het eerste universiteitsteam sinds 1881 dat het FA Cup toernooi bereikte, waar het in de eerste ronde werd uitgeschakeld door Mansfield Town. Hij was verder succesvol door het bereiken van vier promoties tijdens zijn dienstverband. In 2006 verliet hij het team om manager te worden van Exeter City. In juni 2018 vertrok Tisdale naar Milton Keynes Dons. Op 19 november 2020 werd hij aangesteld als manager van Bristol Rovers. Hij tekende een contract voor tweeënhalf jaar.